# Англо-ірландський договір
Англо-Ірландський договір (ірл. An Conradh Angla-Éireannach, повна англійська назва англ. Articles of Agreement for a Treaty Between Great Britain and Ireland, скорочено — англ. Anglo-Irish Treaty) — договір, підписаний 6 грудня 1921 поміж урядом Великої Британії та представниками невизнаної, але фактично існуючої Ірландської Республіки, яка поклала кінець Війні за незалежність Ірландії. Згідно з договором, Ірландська Республіка припиняла існування. Натомість з 6 грудня 1922 утворювався новий британський домініон — Ірландська Вільна держава, яка охоплювала більшу частину острова (виняток становив лише Ольстер).
Договір був відкинутий частиною Ірландської Республіканської Армії, що викликало Громадянську війну в Ірландії.